# 延榆鄂高速铁路
延榆鄂高速铁路是主要经停延安、榆林与鄂尔多斯的一条高速铁路线路。截至2023年11月，延安至榆林南段正处于施工阶段，榆林南至鄂尔多斯段尚在规划中。该高铁线路自西延高铁延安站引出，向北经榆林市，引入鄂尔多斯站终点。

## 概况
延榆鄂高速铁路自西延高铁终点站延安站贯通引出，向北依次经延安市宝塔区、延川县、榆林市清涧县、绥德县、米脂县、横山区、榆阳区和神木市，鄂尔多斯市伊金霍洛旗，引入鄂尔多斯站至项目终点。可研推荐方案新设延安新区、延川、清涧北、绥德西、米脂北、榆林南、红碱淖站7座高铁站，新建线路长度389.84km，其中陕西段336.540km（延安市境内79.0km，榆林市境内257.54km），内蒙段53.300km；设计速度350公里/小时，总投资约638亿元。项目建成以后，西安至榆林的铁路运行时间将由现在的最快6.5小时缩短至2小时左右。延榆段项目总投资472.2亿元，建设工期5年。
其中过境神木的两个比选方案，分别是沿包茂高速在红碱淖设站方案和北绕矿区在神木西设站方案。目前，国铁集团中国铁路经济规划研究院有限公司已经完成了《神木市关于延榆鄂高速铁路神木段设站方案综合效益分析报告修改意见》编制工作。

## 计划与建设
2021年10月中旬，《陕西省“十四五”深度融入共建“一带一路”大格局、建设内陆开放高地规划》被印发出台。其中明确表明了推动西安都市圈市域（郊）铁路加快发展的重要性，同时决定推进西安至延安、西安至重庆、西安至十堰、延安经榆林至鄂尔多斯等高铁项目建设。在这些提及的铁路规划中，延榆鄂高速铁路是其中的关键一环。10月18日，在陕西省发改委召开延榆鄂高铁前期工作推进会中，系统梳理延榆鄂高铁前期工作推进中面临的突出问题，研究部署下阶段重点工作任务。
2022年7月5日，延榆鄂高速铁路社会稳定风险评估情况公示。8月1日，环境影响评价信息第一次公告。
2023年9月，延安至榆林高速铁路初步设计获得国铁集团及陕西省人民政府联合批复。11月5日，延安至榆林高速铁路正式开工建设。

## 意义
延榆鄂高速铁路作为西延铁路的延伸，将连接陕北重镇、陕西第二大经济体榆林。作为陕西“米”字型高铁网中目前进度最末的高铁线路，延榆鄂高铁也决定着陕西实现“市市通高铁”目标实现的时间。
除此之外，作为“八纵八横”之一的包（银）海通道的组成部分，这一高速铁路项目既是内蒙古南向客运通道的重要构成，也是呼包鄂榆城市群铁路网骨架，是一条以路网通道功能为主、兼顾沿线城际客流的高标准国铁干线。